# Renault Nervasport des Records
Pour les articles homonymes, voir Renault (homonymie), Renault Nervasport et Record.
La Renault Nervasport des Records est une voiture de compétition monoplace de 1934, déclinée des Renault Nervasport (1932-1935) du constructeur automobile français Renault,. 

## Histoire
À la suite du succès des records d’endurance et de vitesse de sa Renault 40CV des Records de 1926, Louis Renault fait concevoir ce nouveau modèle par son bureau d'études, à base de châssis-moteur de ses Renault Nervasport et Renault Nerva Grand Sport de série de l'époque.

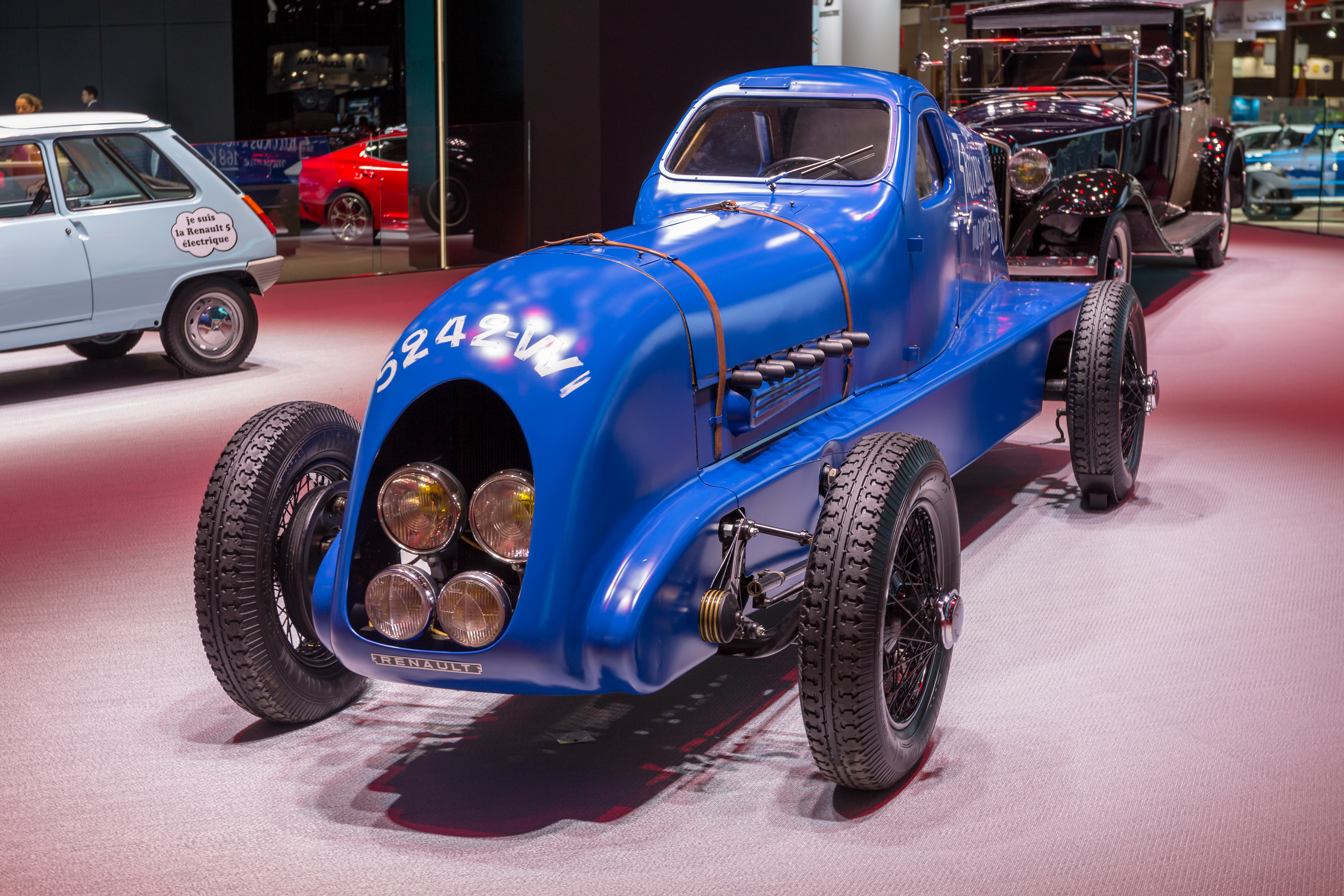
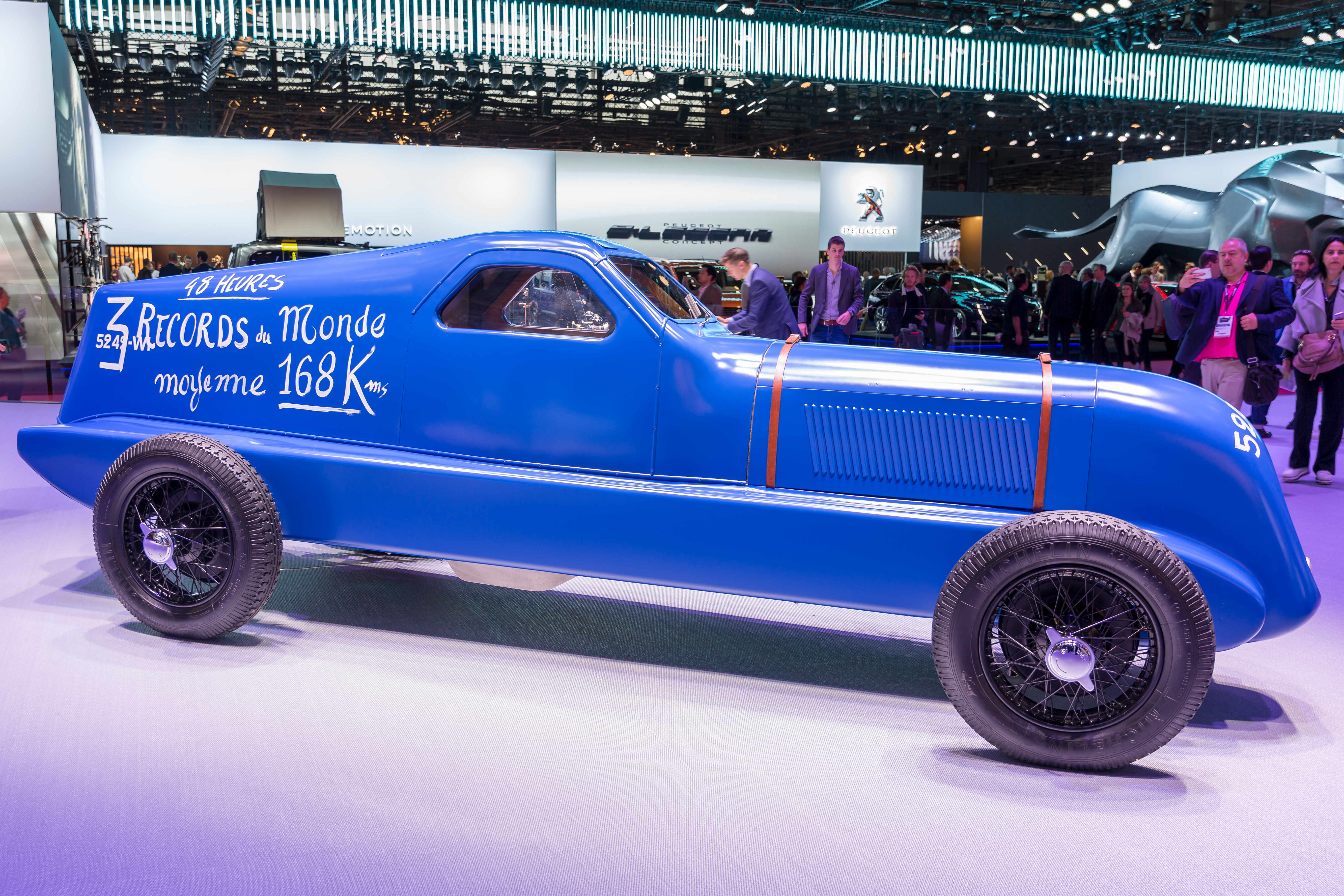
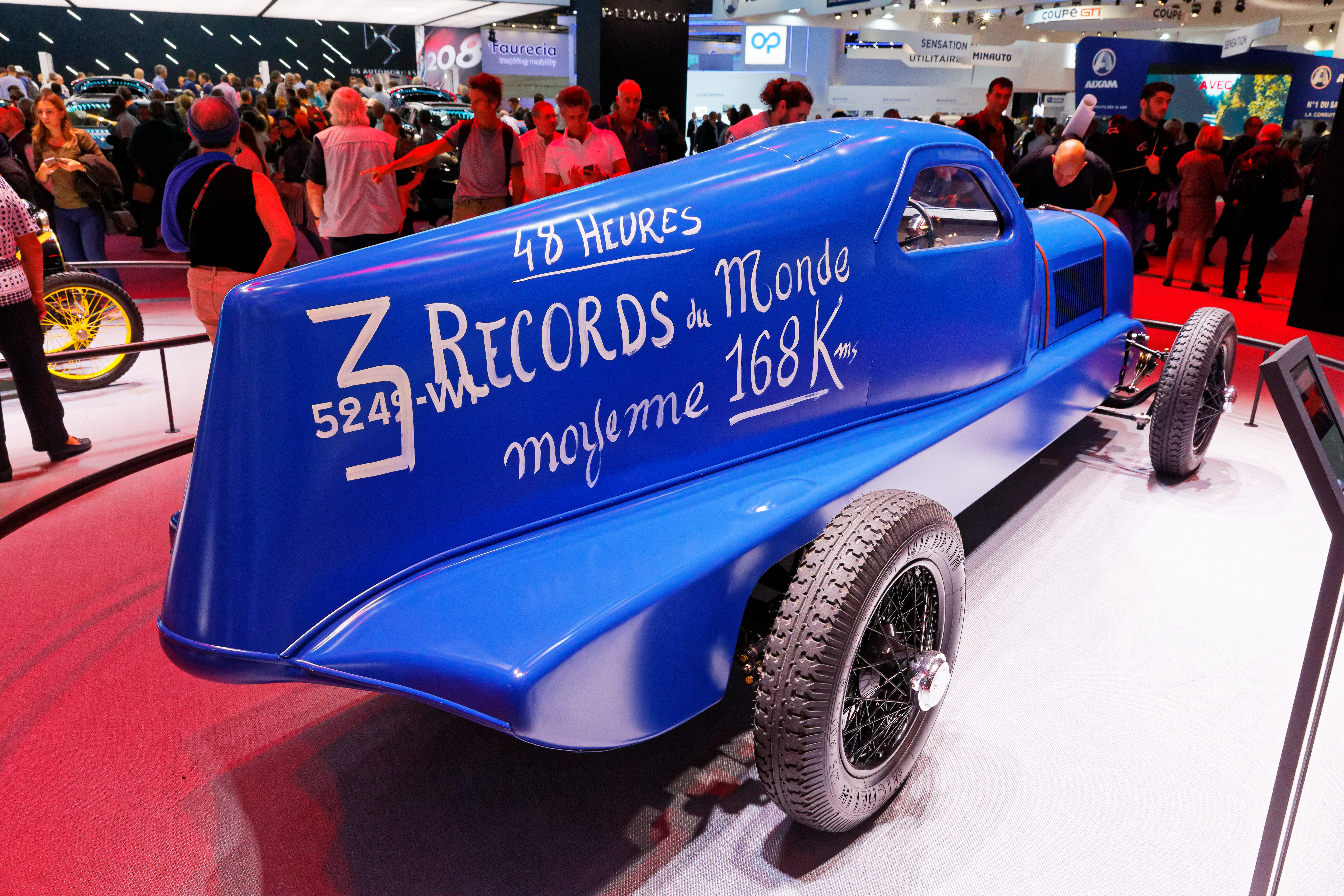

### Carrosserie
La carrosserie fuselée et très profilée est extrêmement étroite, avec arrière fastback, soutenue par une armature en bois.

Quelques avions Caudron-Renault de 1933-1934
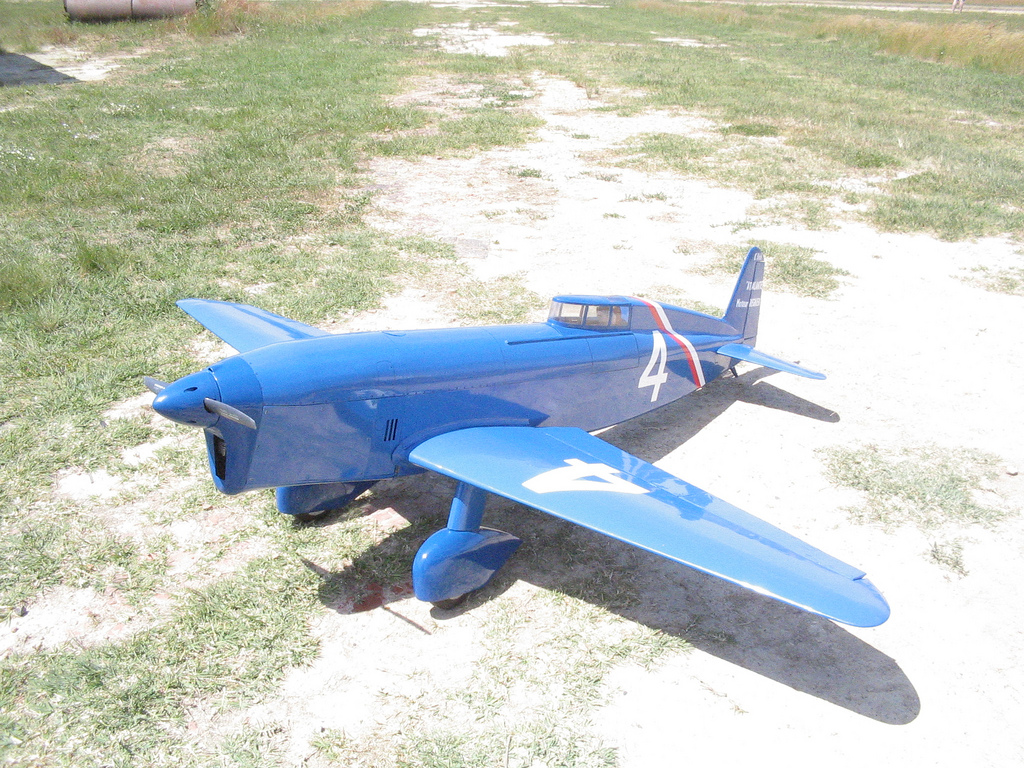
Caudron-Renault C.362 (1933)
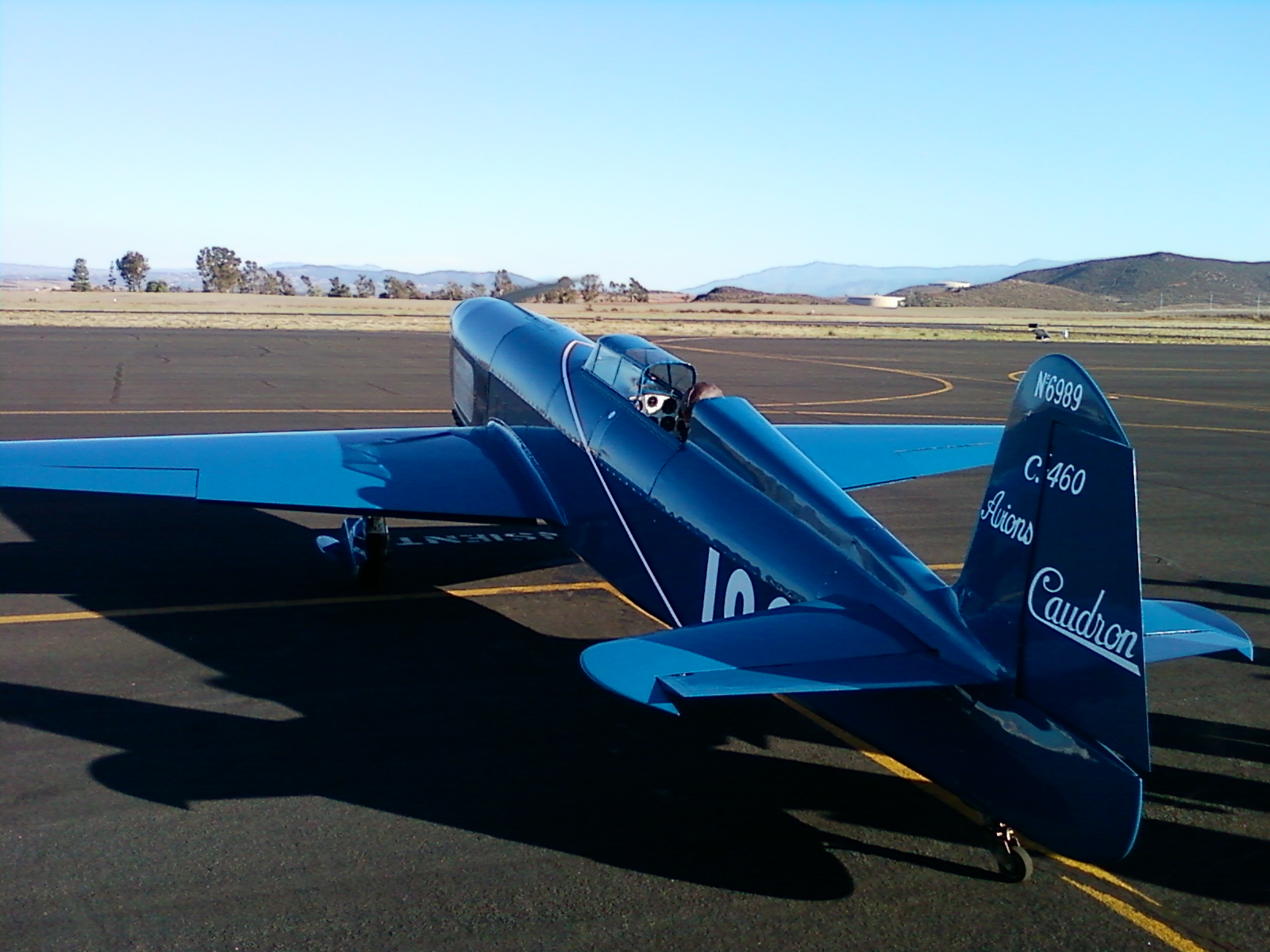
Caudron-Renault C.460 (1934)
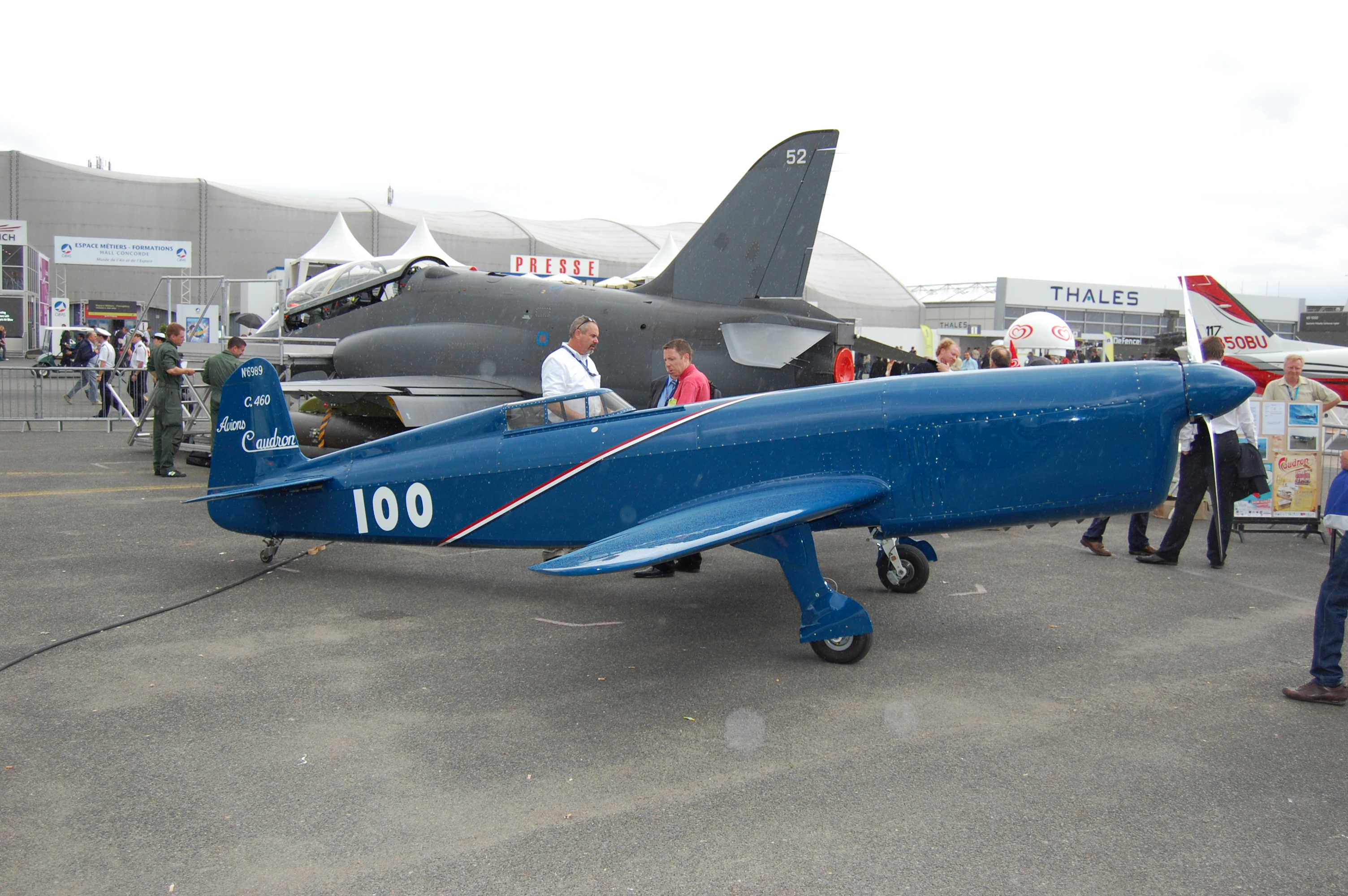
Caudron-Renault C.460

Elle est conçue par Marcel Riffard, ingénieur aéronautique de la société des avions Caudron (rachetée par Renault en 1933) entre autres inspiré des fuselages de ses avions de course (de records de vitesse, à moteurs d'avion Renault) Caudron-Renault C.362 (1933), et Caudron-Renault C.460 (1934)... 

### Motorisation
Elle est motorisée par un moteur 8 cylindres en ligne des Renault Nervasport et Renault Nervastella (les plus puissants de la marque) de 4,8 L pour 108 chevaux, et près de 200 km/h de vitesse de pointe.

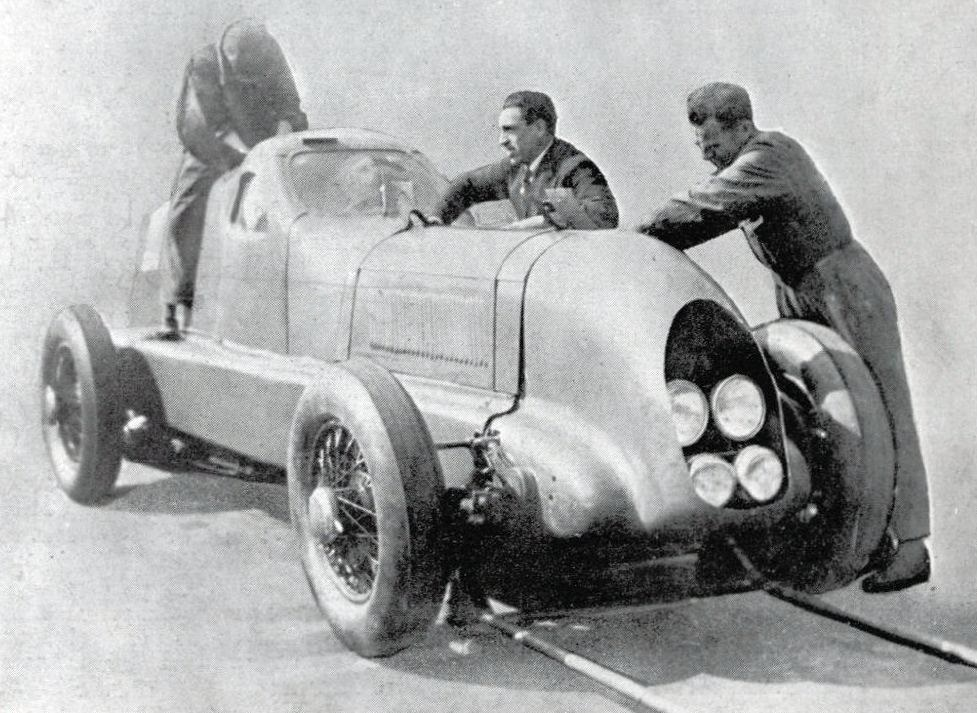
3 records mondiaux des 48 heures, et des 4000 et 5000 milles de l'autodrome de Linas-Montlhéry (1934)

## Compétition
Précurseur des Renault Sport (1976) et de l'écurie Alpine F1 Team de Grand Prix de Formule 1 (1977), à l'image des Renault 40CV des Records de 1926, ce modèle bat plusieurs records mondiaux de vitesse et d'endurance (et remporte des courses automobile de prestige en version Renault Nervasport et Renault Nerva Grand Sport CS Coupé Spécial) avec entre autres les techniciens-pilotes Renault Charles Lahaye, Roger Quatresous, Louis Fromentin, André Wagner et Georges Berthelon,,.
Les Renault-Riffard (ou « aile roulante », également conçue par Marcel Riffard) et Renault Étoile filante (à turbine à gaz) lui succèdent en 1956.

## Palmarès partiel
- 1932 : 2e du Rallye de Monte-Carlo, version Renault Nervasport.
- 1934 : 3 records du monde, des 4 et 5 avril (dans sa catégorie 3 à 5 L de cylindrée) après 48 heures 3 min et 14 s de course sur l'autodrome de Linas-Montlhéry, près de Paris, dont 8037 km en 48 h à 167,445 km/h de moyenne, avec des ravitaillement de 35 s[7], et records de vitesse moyenne sur 4000 et 5000 miles, version Renault Nervasport des Records
- 1935 : victoire du Rallye de Monte-Carlo, version Renault Nerva Grand Sport CS Coupé Spécial.
- 1935 : victoire du Liège-Rome-Liège, ex-aequo avec Bugatti, version Renault Nervasport
- 1935 : 2e du Rallye du Maroc

## Collection
Une réplique reconstituée par Renault fait partie à ce jour de la collection Renault Classic de Renault, régulièrement exposée dans le monde pour la promotion de la marque,,.